# استان کیتا
استان کیتا (به لاتین: Keita Department) یک منطقهٔ مسکونی در نیجر است که در ناحیه تاهوآ واقع شده‌است. استان کیتا ۷۷٬۴۴۵ کیلومتر مربع مساحت و ۱۵٬۰۰۰٬۰۰۰ نفر جمعیت دارد.